# 壬生義雄
壬生 義雄（みぶ よしたけ）は、戦国時代から安土桃山時代にかけての武将。下野宇都宮氏、後北条氏の家臣。壬生氏5代（最後の）当主。

## 略歴
天文21年（1552年）、壬生綱雄の子として誕生。幼名は氏勝。
父・綱雄は後北条氏と手を結び宇都宮氏からの独立を画策していたが、綱雄の叔父・周長は一貫して宇都宮氏への従属姿勢を取り、綱雄と対立する。そして天正4年（1576年）、綱雄は暗殺され、周長が壬生氏本拠の鹿沼城主となる。同年、周長は続いて義雄の籠る壬生城を攻めたが、義雄が勝利し周長は殺害される。
一時期は佐竹義重の影響力の拡大に伴ってその傘下に入って後北条氏と戦っているが、天正13年（1585年）12月には結城晴朝の説得を拒否して後北条氏方に離反、勢いづいた北条軍が宇都宮・多気山両城を攻撃した事から、翌年には佐竹氏・宇都宮氏の攻撃を受けている。
天正15年（1587年）10月9日に、南会津の奥州長沼氏へ日光近辺の緊迫した政治状況を書いた書状を送っている。敵対している宇都宮氏が交通の要衝である倉ヶ崎に城を構えたため、軍事的な脅威を感じ、後北条氏に報告し、後北条氏による軍勢の派遣を約束した。
義雄も父・綱雄同様、後北条氏と手を結んで宇都宮氏から独立して抗争する。天正18年（1590年）の豊臣秀吉の小田原征伐の際、北条氏に味方して小田原城に立て籠もったが、小田原落城の直後に病死したといわれる。
義雄には娘しかおらず、男子の跡継ぎがなかった為に、壬生家は絶家した。娘の伊勢亀は義雄の死後、壬生家臣・一色右兵衛尉の室となった。